# 吉田英之
吉田 英之（よしだ ひでゆき、1977年3月3日 - ）は、日本のラグビー選手。2020年現在、イーストリーグDiv.2のLION FANGSに所属する。
SO・FB・CTBと多くのポジションをこなすことができるユーティリティープレーヤー。
2007年のW杯の代表候補であったが、最終選考で惜しくも落選しワールドカップ出場はならなかった。

## プロフィール
- 群馬県出身。
- 身長182cm、体重85kg
- 血液型はO型
- ポジションはスタンドオフ(SO)・フルバック(FB)・センター(CTB)。
- 日本代表選手として通算キャップ数は16。
- 妻はスポーツライターの島田佳代子。夫人との間に1子。

## 経歴
- 1992年～1995年 高崎商高校ラグビー部
- 1995年～1999年 帝京大学ラグビー部
- 1999年～2012年 クボタスピアーズ
- 2012年～　　　　LION FANGS